# Патрик, Дэвид
Дэвид Патрик (англ. David Patrick; род. 12 июня 1960, Сентрейлия) — американский легкоатлет, специалист барьерному бегу, бегу на короткие и средние дистанции. Выступал за сборную США по лёгкой атлетике в 1981—1993 годах, обладатель серебряной и бронзовой медалей Игр доброй воли, бронзовый призёр Панамериканских игр, двукратный чемпион Универсиады, победитель Кубка мира, многократный победитель и призёр первенств национального значения, участник летних Олимпийских игр в Барселоне.

## Биография
Дэвид Патрик родился 12 июня 1960 года в Сентрейлии, штат Иллинойс. Тренировался вместе со своим братом-близнецом Марком.
Занимался бегом во время учёбы в Университете Теннесси, состоял в местной легкоатлетической команде, успешно выступал на различных студенческих соревнованиях, в том числе дважды побеждал на чемпионате Национальной ассоциации студенческого спорта (NCAA) — в беге на 880 ярдов в помещении и в беге на 400 метров с барьерами.
Будучи студентом, в 1981 году представлял Соединённые Штаты на Универсиаде в Бухаресте, где стал пятым в беге на 400 метров с барьерами и вместе с соотечественниками завоевал серебряную награду в эстафете 4 × 400 метров.
В 1982 году в 400-метровом барьерном беге одержал победу на чемпионате США в Ноксвилле.
В 1983 году выиграл чемпионат США в Индианаполисе в беге на 800 метров, в той же дисциплине финишировал восьмым на чемпионате мира в Риме. В беге на 400 метров с барьерами взял бронзу на Универсиаде в Эдмонтоне
На чемпионате США 1984 года в Сан-Хосе вновь превзошёл всех соперников в 400-метровом барьерном беге.
На чемпионате США 1986 года в Юджине стал вторым позади Дэнни Харриса. Выступал за американскую национальную сборную на впервые проводившихся Играх доброй воли в Москве, где выиграл бронзовую медаль.
В 1987 году стал бронзовым призёром на чемпионате США в Сан-Хосе. На Универсиаде в Загребе завоевал золотые награды в беге на 400 метров с барьерами и в эстафете 4 × 400 метров. На домашних Панамериканских играх в Индианаполисе в барьерном беге получил бронзу. На чемпионате мира в Риме дошёл до стадии полуфиналов.
Безуспешно пытался пройти отбор на летние Олимпийские игры 1988 года в Сеуле в дисциплине 800 метров. Среди прочего отметился победой на Финале Гран-при IAAF в Западном Берлине.
В 1989 году в беге на 400 метров с барьерами победил на чемпионат США в Хьюстоне и на Кубке мира в Барселоне.
В 1990 году выиграл чемпионат США в Норуолке, стал серебряным призёром на Играх доброй воли в Сиэтле.
Став вторым на национальном олимпийском отборочном турнире в Новом Орлеане, в 1992 году Патрик благополучно прошёл отбор на Олимпийские игры в Барселоне, где в финале бега на 400 метров с барьерами финишировал восьмым.
В 1993 году добавил в послужной список бронзовую награду, выигранную в 400-метровом барьерном беге на чемпионате США в Юджине. На последовавшем чемпионате мира в Штутгарте не смог преодолеть предварительный квалификационный этап.
Жена Сандра Фармер-Патрик — так же успешная бегунья-барьеристка.